# Bang Bon
Bang Bon é um dos 50 distritos de Banguecoque, na Tailândia, situado à oeste do Rio Chao Phraya. Conta com uma população de 103 470 habitantes (2009).